# バーレーンのライトレール網

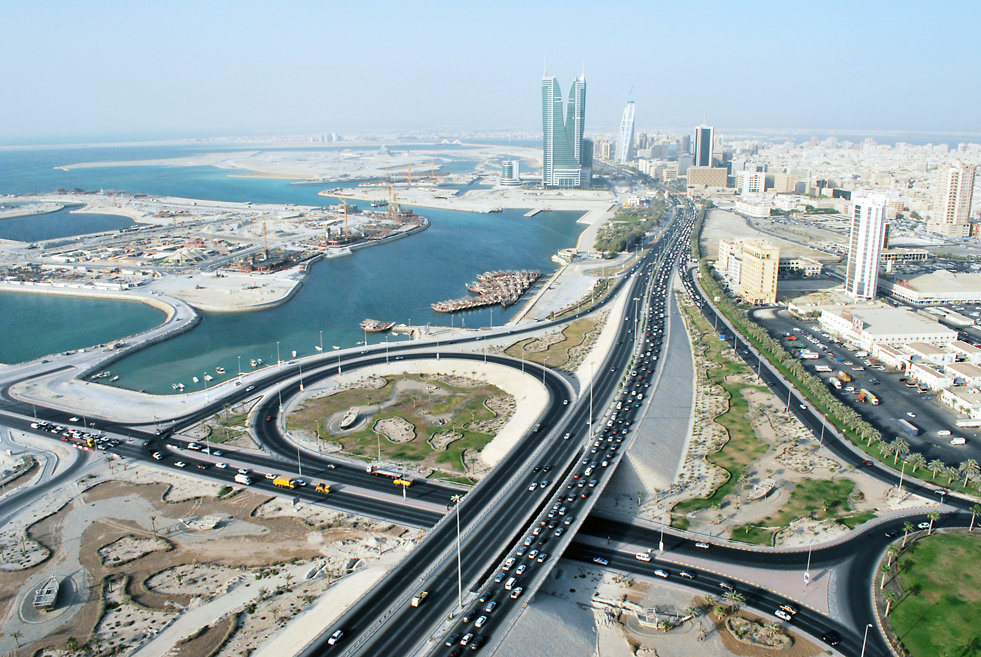
バーレーンの風景

バーレーンのライトレール網（バーレーンのライトレールもう、英: Bahrain light rail network）は、バーレーン王国の公共交通プロジェクトである。

## ルート
計画されている各路線は、以下の通り。
- ブルー・ライン - Jufair からノーザン・シティ (Northern City) およびブダイア（英語版） (Budaiya) まで。
- ブラウン・ライン - マナーマ (Manama) からユニバーシティ (University) およびバーレーン・サークル (Bahrain Circle) まで。
- グリーン・ライン - Jufair からマナーマ、マナーマからシーフ（英語版） (Seef) まで。
- オレンジ・ライン - 空港からDiar・アイランド (Diar Island) まで。
- ピンク・ライン - ハマド・タウン (Hamad Town)、リファー (Riffa)、イーサ・タウン (Isa Town)、シトラ（英語版） (Sitra) およびサウス・マナーマ (South Manama) を結ぶ。
- レッド・ライン - 空港からマナーマを通してカタール＝バーレーン・コーズウェイ（英語版）まで。

## プロジェクト
2008年に、2009年開始の建設予定のプロジェクトが明らかとなった。
しかしながら、建設が繰り返し延期されている。
2009年12月には、建設が2011年に開始されると予想された。
2010年に、コンサルタントが先に認可された。
2010年1月現在、プロジェクトはまだ予算の承認を待っていたが、建設が2012年末の前に開始されることが望まれていた。
延長24キロメートルのライトレール網を含む第1段階では、4億5,300万バーレーン・ディナールの費用が掛かることが予想されている。
以降の段階には、多額の費用が掛かる予定である。